# Star Ocean: Till the End of Time
Star Ocean: Till the End of Time (japonsky スターオーシャン3, Sutá Óšan Surí; česky doslova: Oceán hvězd: Až na kraj času), je akční sci-fi RPG hra, kterou v roce 2003 vyvinula společnost tri-Ace a pouze pro japonský trh vydala společnost Enix pro videoherní konzoli PlayStation 2. O rok později byla tato hra společností Square Enix (po sloučení obou společností Square a Enix) vydána znovu, ve spolupráci se společností Ubisoft se vydání dočkaly i PAL regiony, a s podtitulem Director's Cut. Režisérský sestříh přinesl dvě nové hratelné postavy a několik nových lokací, které může hráč prozkoumat. Jedná se o třetí díl série her o cestování vesmírem Star Ocean, který se odehrává 400 let po ukončení děje druhého dílu: Star Ocean: The Second Story.
23. května 2017 byla vydána verze pro konzoli PlayStation 4, jež podporuje rozlišení 1080p a přináší systém trofejí.

## Popis hry
Jedná se o typicky japonskou RPG videohru, kde hráč prozkoumává různé lokace a bojuje s nepřáteli a příšerami. Till the End of Time se však oproti ostatním běžným RPG hrám liší v tom, že místo obvyklého boje prostřednictvím menu, kde hráč zadává herním postavám příkazy, co mají dělat, probíhá boj v reálném čase a přímo, takže vybraná postava útočí na nepřítele např. mečem na stisknutí příslušného tlačítka. K bitvám obvykle dojde při střetu s nepřáteli, kteří pobíhají v dané lokaci, nebo za předprogramovaných okolností. Bojový systém pak vypadá tak, že hráč ovládá pouze jednu postavu z bojové skupiny a zbylé dvě ovládá umělá inteligence. Postavy v boji může libovolně přepínat a ty ovládané umělou inteligencí lze usměrňovat nastavením taktiky boje od agresivní až po pasivní.
Nepřátelé mohou herním postavám způsobit hned dva druhy újem. Standardními útoky je připraví o životy (HP) a některými zvláštními útoky je mohou připravit i o mentální sílu (MP). Jakmile buď HP, nebo MP klesnou na nulu, je postava omráčena. Pokud jsou omráčeny všechny tři herní postavy v bitvě, hra končí. Hráč si tedy musí hlídat nejen hladinu životů, ale i mentální sílu, která je zároveň zdrojem energie pro speciální dovednosti. Každá postava má také indikátor zuřivosti (Fury), který označuje připravenost zasadit nepříteli úder nebo odvrátit nepřátelský útok. Naplněná zuřivost se také projevuje rychlostí pohybu v bojovém módu a také počtem rychle po sobě jdoucích ran. Zuřivost je možné rychle doplnit zastavením se. Pokud má postava zuřivosti málo, například vlivem neustálého běhání a bojem, budou útoky pomalé. Při vítězství v bitvě obdrží postavy, jež se zúčastnily bitvy, zkušenosti (EXP) a také herní peníze (Fol). Mohou nastat případy, kdy hráč po bitvě získá zpět i část HP a MP prostřednictvím bojového bonusu (Battle Bonus). V pravé části obrazovky je při bitvě vidět postupně se naplňující stupnice bojového bonusu, která po naplnění své kapacity poskytne hráči speciální bonusy, které dramaticky usnadní hráči práci (300% zisk zkušeností umožní rychlý průchod hrou; dále již zmíněné obnovy HP a MP; dále zvýšený zisk folů; a nakonec zvýšená šance na zisk předmětů z nepřátel). O bojový bonus však může hráč snadno přijít, pokud dovolí nepříteli, aby mu uštědřoval kritické údery (silnější než obvykle), aby mu postavy znehybňoval, nebo se nechal dohnat k útěku z boje, nebo nechá stupnici svým liknavým postupem spadnout na nulu. Bojový bonus je přenosný z bitvy do bitvy, ale hráč o něj přijde, pokud využije možnosti rozehrát uloženou hru. Stupnice bojového bonusu z doby při uložení se tím vyresetuje.
Hráč může v bitvě využít zvláštních magických dovedností, kterým se v celé sérii říká symbologie (symbology). Jedná se o unikátní a vrcholnou vědu, kdy studiem symbolů a jejich nanášením na člověka získá dotyčný zvláštní schopnosti bojové i podpůrné. Někteří jedinci díky intenzivnímu studiu symbologie dokázali ovládnout přírodní děje jako takové, teoreticky je pro takové jedince i možné „přepsat zdrojový kód symbolů“ pro fyzikální zákony celého vesmíru (viz příběh). Tyto symboly vypadají jako runy a v této hře je proto možné zaslechnout výraz runologie (runology), která funguje na stejném principu jako symbologie, avšak postava si dotyčné runy rituálně tetuje pod kůži.
Další možnost, kterou hra nabízí, je vynalézání, vylepšování a tvorba vlastních předmětů. Ve hře je možné narazit na předměty jak inventární (zbraň, zbroj a doplňky), tak na potraviny a na mnoho dalších druhů. Ty pak je možné ve specializovaných dílnách, jež jsou rozeseté po celém herním světě, vyrábět za pomocí dovedností alchymie, kování, inženýrství, vaření, a dalších. Tyto dílny lze za příslušné obnosy folů rozšiřovat o další obory, které jsou potřebné pro vynálezy či vylepšování dalších a lepších předmětů. Celý systém tvorby a vynalézání řídí cech vynálezců pod vedením mladé a poněkud bláznivé dívky Welč Vínyardové (Welch Vineyard), která vede žebříček vynálezců z celého herního světa, do kterého zahrnuje jak jednotlivce z hráčovy skupiny, tak mnoho NPC, s nimiž lze soutěžit, ale je možné je i verbovat, aby pomohli hráči s tvorbou těch nejlepších předmětů. Jednotlivé vynálezy jsou obodované dle kvality, ceny a vzácnosti, a je možné je dát u Welči patentovat. Hráč z patentů získává foly navíc, pokud se dané vynálezy dobře prodávají v běžných obchodech.
Ve verzi Director's Cut je možné hrát tzv. versus mod, kdy spolu bojují dva hráči na jedné konzoli proti sobě nebo proti počítačem ovládaným nepřátelům. V této verzi hry hráč získává v průběhu hry i bojové trofeje za zvládnutí nejrůznějších situací, například za výhru v bitvě za méně než 30 sekund, nebo za výhru proti bossovi (silnému protivníkovi, aniž by v bitvě utrpěl jakoukoliv újmu na zdraví. Bojové trofeje později hráči odemykají možnosti zvolit nejtěžší obtížnost hry nebo zvukový tester a zvláštní kostýmy na postavy.

## Herní postavy
Zde je seznam hratelných postav, které jsou vyjmenované dle pořadí, kdy s nimi hráč poprvé přijde do styku. Do bitvy lze vzít nanejvýš tři z nich. Poslední dvě jmenované postavy, Miráž Koasovou a Adraye Lasbarda, může hráč získat pouze v edici Director's Cut.
- Fayt Leingod (フェイト・ラインゴッド – Feito Raingodo)

Dabing: Soičiro Hoši (japonsky); Steve Staley (anglicky)
Jedná se o hlavní postavu hry Star Ocean: Till the End of Time. Na začátku je 19letým obyčejným studentem ze Země s krátkými namodralými vlasy, který se raději místo studiu věd věnuje boji v interaktivní bojové, holografické hře, kde trénuje boj s mečem a využívá zde i symbologii nízké úrovně. S postupem ve hře se ukazuje, že není jen tak někdo, ale byl vybrán, aby zachránil celý vesmír před totálním zničením.
- Sophia Esteedová (ソフィア・エスティード – Sofia Esutýdo)

Dabing: Acuko Enomotová (japonsky); Michelle Ruffová (anglicky)
Faytova 17letá kamarádka z dětství, která s ním a s jeho rodiči odcestovala na dovolenou na svět Hyda IV. Narodila se na Měsíční základně (Moonbase), jež rotuje kolem Měsíce, ale poté se i s rodiči odstěhovala na Zemi. Jejími zálibami jsou vaření a šití, avšak na Faytovo naléhání se na Hydě IV rozhodla vyzkoušet bojový simulátor, v kterém se specializuje na symbologii, s čarodějnou holí v ruce.
- Peppita Rossetti (スフレ・ロセッティ – Sufure Rosete (v japonské verzi má jiné jméno))

Dabing: Masajo Kuratová (japonsky); Sherry Lynnová (anglicky)
Peppita je veselá a živá 14letá dívenka plemene Velbaysianů (snědá barva kůže, drobnější postava než u člověka, šedivé vlasy), která žije a vystupuje v cirkuse Rossetti. Touží stát se slavnou cirkusovou tanečnicí a artistkou. V cirkusu se o ni stará principál Rossetti jako její adoptivní otec a doufá, že se jednou setká i se svým skutečným otcem. Bojuje za využití akrobacie a jako zbraně využívá boty a kameny na žonglování.
- Cliff Fittir (クリフ・フィッター – Kurifu Fitá)

Dabing: Hiroki Tóči (japonsky); Dave Wittenberg (anglicky)
Mohutný 36letý silák ze světa Klaus III, který je členem a také zakladatelem antifederační organizace Quark, kterou Federace označuje za teroristickou organizaci. Cliff, jenž má výšku téměř dva metry, krátké blond vlasy, svaly jak kulturista a slabost pro hezké dívky, má oproti běžným lidem daleko větší fyzickou sílu díky tomu, že jeho domovský svět má až dvojnásobné gravitační zrychlení oproti Zemi. Bojuje holýma rukama nebo v rukavicích.
- Nel Zelpherová (ネル・ゼルファー – Neru Zerufá)

Dabing: Jú Asakawaová (japonsky); Wendee Lee (anglicky)
Tajná agentka, specializovaná na infiltrace a zpravodajskou činnost. Tato 23letá zrzavá dívka s runami vytetovanými pod kůží pochází z království Aquarie na světě Elicoor II a přijala roli průvodkyně Fayta a Cliffa po jejím domovském světě. V boji využívá umění „runologie,“ podobné symbologii. Dovede však zručně bojovat i s dýkou.
- Roger S. Huxley (ロジャー・S・ハクスリー – Rodžá S. Hakusurí)

Dabing: Mari Marutaová (japonsky); Mona Marshallová (anglicky)
Příslušník mývalího plemene Menodix, 12letý, ze ztraceného města Surferio v republice Sanmite na světě Elicoor II. Je malého vzrůstu, nosí něco, co připomíná brnění, a rád se chlubí svým huňatým menodixím ocasem. Rád si hraje na drsňáka, je velice paličatý, drzý a vymýšlí si. Cliff ho proto nazval dokonce sprostým frackem. Se svými kamarády hraje hru na „opravdového muže,“ která ho přivedla jen do potíží. Bojuje se sekyrou.
- Albel Nox (アルベル・ノックス – Aruberu Nokusu)

Dabing: Isšin Čiba (japonsky); Crispin Freeman (anglicky)
Vrchní velitel Černé brigády, jedné ze tří divizí armády království Airyglyph na Elicooru II. Je mu 24 let, má přezdívku Albel Zlý (Albel the Wicked), ale své povinnosti nebere příliš vážně. Výstředně se obléká, má černé vlasy s melíry a s dlouhými copy, a chová se nesmírně arogantně a povýšeně (často ostatní nazývá „červy“). Ve skrytu duše trpí sebenenávistí a zahořklostí, protože zavinil smrt vlastního otce, když neuspěl v iniciačním obřadu krocení draka. V boji používá katanu a zápěstní nože.
- Maria Traydorová (マリア・トレイター – Maria Toreitá)

Dabing: Mičiko Nejaová (japonsky); Dorothy Elias-Fahnová (anglicky)
Záhadná modrovlasá pozemšťanka ve zvláštní garderobě, které je teprve 19 let, a o jejíž život už léta usiluje Federace, protože je vůdkyní organizace Quark. Už od doby, kdy se vůdkyní Quarku stala, se zajímá o Fayta a za každou cenu ho hodlá najít, aby mu objasnila, čím je tak výjimečný. V boji využívá pistoli a symbologii, nablízko využívá i chvaty, které ji naučila Miráž.
- Mirage (Miráž) Koasová (ミラージュ・コースト – Mirádžu Kósuto)[4]

Dabing: Emi Šinoharaová (japonsky); Kari Wahlgrenová (anglicky)
Blonďatá, 27letá klausiánka z Klausu IV, členka antifederační organizace Quark. Fayt ji na první pohled označil za krásku. S Cliffem se zná od mala, kdy ho v podstatě adoptoval její otec. Ačkoliv vypadá poněkud křehce, není radno si s ní zahrávat, v boji ji nepřemůže ani Cliff. Stejně jako on, i ona bojuje pěstmi, ale je schopná boxovat rychleji než Cliff.
- Adray Lasbard (アドレー・ラーズバード – Adoré Rázubádo)

Dabing: Unšó Išizuka (japonsky); Beau Billingslea (anglicky)
Jedná se o 58letého otce Clair Lasbardové, která velí tajným agentkám království Aquarie na světě Elicoor II. Je řadovým členem jednotky Krvavé čepele, které dříve velel, než jeho místo zaujala jeho dcera. Od té doby se účastnil objevných plaveb, ale nyní se vrátil. Takřka neustále nutí svou dceru, aby si našla manžela. Za určitých okolností je možné zhlédnout scénu, kdy se ji snaží provdat za Fayta. Kromě runologie používá v boji i katanu.

## Příběh
Hra se odehrává v daleké budoucnosti v roce 772 S.D. (S.D. je anglicky Space Date – vesmírné datum; odpovídá roku 2858). Fayt Leingod s rodiči a s kamarádkou z dětství, Sophií Esteedovou, trávil na Hydě IV dovolenou. Při toulkách po hotelu se seznámili s Peppitou Rossetti. Sophii přemluvil ke vstupu do bojového holografického simulátoru, jeho oblíbené hry, kvůli níž zanedbává i studia. Po skončení boje se ozval alarm a počítač je informoval o útoku neznámých vesmírných lodí na Hydu IV. Všichni se teleportačním zařízením evakuovali do skrytých podzemních bunkrů, cestou se Fayt a Sophie našli s jeho rodiči. Robert Leingod zřejmě věděl, proč Hydu IV napadli, ale nebyl čas na vysvětlování. Vojáci zlikvidovali hydské policisty a vyslali na Fayta a Sophii roboty. Ve zmatku se oba od Faytových rodičů opět oddělili. Fayt dokázal několik robotů zničit díky zkušenostem ze simulátoru, ale z obklíčení ho dostali až Peppita a cirkusový lamželezo Ursus. V bunkru si odpočinuli, zatímco probíhala bitva s agresory, Vendeeny – žraločími lidmi s technologiemi vyspělejšími, než má Země. Velmi brzy ráno byli evakuováni na dopravní loď Helre, avšak Vendeeni zahájili pronásledování. Fayt i Sophie se u únikových modulů rozdělili a Faytův modul se vyhnul vendeenské střelbě a zmizel nepřátelům skokem do hyperprostoru.
Počítač záchranného modulu nalezl nejbližší obyvatelný svět: Vanguard III, kde přistál. Jedná se o nerozvinutý svět, odpovídající zhruba 16. století na Zemi, proto se musí řídit UP3, zákonem Pangalaktické federace zakazující interakci s obyvateli nerozvinutých světů s výjimkou nouzové situace, jako právě nyní. Prosekal se mečem do nejbližší vesnice Whipple, kde únavou zkolaboval. Pomohly mu dvě děti, sirotci Niklas a Meena. Fayt jim za záchranu slíbil opravu hrací skříňky, jediné památky po rodičích, které zavraždil Norton, jehož se bojí celá vesnice. Vrátil se zpět k vraku únikového modulu, aby v replikátoru vyrobil náhradní díly, avšak ten mezitím Norton dal odmontovat a donést do své základny v rozvalinách města Coffir. Niklas se potají vydal za Nortonem sám, ale byl zajat, a tak ho šel Fayt hledat. Norton byl uprchlý vězeň ze světa Rezerb, odsouzen na 687 let k pobytu v trestanecké kolonii, jenž způsobil pád transportu na Vanguard III a jediný přežil. Obyvatelstvo zastrašil zastřelením těch, co ho odmítli poslouchat, včetně rodičů Meeny a Niklase. Podobně zastrašoval i Fayta, jenž odmítnul a začaly mu žhnout oči a čelo. Na místo však vnikl vysoký svalovec Cliff Fittir, jenž spolu s Faytem Nortona zabil. Je člen antifederační organizace Quark a hledal ho už na Hydě IV, protože se s ním chce setkat vůdkyně Quarku. Dále pověděl, že Vendeeni zajali jeho otce, Roberta Leingoda. Omráčeného Niklase odnesl Fayt domů i s opravenou hrací skříňkou. Pak s Cliffem odešel na místo, odkud je vyzvedla ve vesmírné lodi Eagle Miráž Koasová.
Brzy po opuštění Vanguardu III znovu zaútočili Vendeeni narušením cesty nadsvětelnou rychlostí. Eaglu se sice podařilo uniknout, avšak došlo k poškození motorů, proto nouzově přistál na dalším nerozvinutém světě, na Elicooru II, kde se odehrává většina příběhu. Eagle havaroval nedaleko jižního pólu a zastavil se o městské hradby hlavního města říše Airyglyph. Zvědaví lidé a místní vojáci totálně zničenou loď obklíčili a Miráž informovala, že Elicoor II má dva kontinenty na jižní polokouli, vyspělost odpovídá Zemi ve zhruba 17. století. Zatímco se Fayt s Cliffem vzdali strážím, Miráž večer pod rouškou tmy zapečetila vchod do lodi a uprchla. Král Airyglyph svolal bezpečnostní radu v domnění, že je Eagle nová zbraň nepřátelského království Aquarie. Inkvizitor podrobil Fayta mučení, jenž nic nevyzradil, stejně by mu vesmírný původ nevěřil, ale z otázek se dověděl o válečném stavu s Aquarií. Probral se v cele z bezvědomí, kde Cliff zjistil, že ho svázali tak pevně, že se neuvolní ani svou nadlidskou silou. Po několika dnech se jim dostalo nečekané záchrany od neznámé zrzavé dívky, Nel Zelpherové. Měla podmínku: chtěla jejich technologie. Cliff přesvědčil Fayta, jenž měl strach z porušení UP3, aby jí vyhověli, protože dříve nebo později budou chtít totéž i jejich mučitelé. Dívka kouzlem otevřela mříže a uvolnila pouta. Cliff si vymyslel na základě dat od Miráž, že jsou vynálezci z uzavřeného království na druhém kontinentu Greeton, které je nejvyspělejším národem na Elicooru II, a obří kus železa, co spadl na město, je nový „vůz,“ kterým hledali Faytova uneseného otce. Přemohli stráže a unikli skrze airyglyphské akvadukty za město. Fayta zajímalo, jakou technologii chce, ale Nel mu vyděračským tónem připomněla, že se zavázal jí pomoct a pokud má námitky, měl raději zůstat v cele. Nyní je však oba zabije, aby se jich Airyglyph znovu nezmocnil, nebo pokud by utekli. To vedlo nejen nyní k několika hádkám Fayta s Nel.
V divočině na ně čekaly Nely podřízené, Tynave a Farleen. Nel ve voze taženým zvířaty podobným koňům vysvětlila probíhající válku. Zasněžený Airyglyph s velkou vojenskou silou před několika lety bez vypovězení války napadl mírumilovné, úrodné království Aquarie, sídlo zdejší víry v boha Aprise. Aquarie vyvíjí zbraň, jež válku definitivně rozhodne. Na tom se Fayt odmítal podílet, tedy opět čelil nátlaku. Seznámili se i s její mocí runologie, podobné symbologii, a o jednotce Krvavých čepelí, v níž slouží. Nel pochybovala, zda jsou opravdu z Greetonu, měla pocit, že neříkají všechno. Jedna ze tří armád říše Airyglyph, Dračí brigáda, je však vypátrala, a tak trojice opustila vůz a pokračovali do příhraničního města Kirlsa pěšky, zatíámco Tynave a Farleen se nechaly pronásledovat. Fayt se opět pohádal s Nel, nyní kvůli zanechání obou dívek nepřátelům, protože nepochopil, že je válka, ony mají své rozkazy a Nel také plní svou misi. Uklidnil ho až Cliff připomenutím, že i on má misi, které se musí držet, a to dovést ho k jeho vůdkyni. Fayta popadla podivná únava, rozbolela ho hlava a opět mu žhnulo čelo, čehož si Cliff všiml. Nel chtěla původně Kirlsou jen projít, ale museli potají přenocovat. Brzy ráno se vydali přes kirlské doly a málo hlídaný horský hřeben do ruin příhraničního města Arias. Na velitelství je přivítala Clair Lasbardová, velitelka Krvavých čepelí, a poslala je oba spát. V noci se ke spící dvojici vkradla Nel, uklonila se a beze slova odešla.
Clair oba ráno informovala, že jsou již v bezpečí a přebírá Nelin úkol doprovodit je do hlavního města Aquios. Zatímco Nel jim dříve několikrát vyhrožovala smrtí, Clair je překvapila přátelským přístupem. Fayta zajímalo, proč není Nel s nimi. Cliffovi bylo vše jasné: Nel šla zachránit zajaté Tynave a Farleen úplně sama. Clair tedy prozradila, že před jejich příchodem do Ariasu obdrželi z Airyglyphu nótu požadující výměnu Fayta a Cliffa za obě zajatkyně, nebo je zabijí. Oba si uvědomili, že Nel je ve skutečnosti jiná a své podřízené nikdy neopustí. Že se ale vydala na sebevražednou misi, naštvalo Fayta natolik, že se rozhodl Nel najít, pomoci splnit její cíl, a hlavně si s ní od plic vyříkat opuštění její mise dostat je do hlavního města. Clair k tomu na základě Cliffových argumentů svolila, protože jinak by se za Nel vydali ostatní runologové. Zajatce obvykle Airyglyph vězní v pevnosti Kirlsa, v sídle Černé brigády. Její příslušníci Fayta a Cliffa zahlédli a identifikovali je. Zástupce velitele Šelby doufal, že jejich zajetím si vyslouží povýšení na velitele brigády. Fayt a Cliff našli Nel obklíčenou a po bitvě s vojáky jí vyčetli její konání. Obě zajatkyně nalezli na cvičišti, kde je Šelby s družinou obklíčil, ale z úspěchu se neradoval dlouho, neboť byl v bitvě zabit. Z hradeb je pozoroval velitel Albel Nox, který povýšeným a arogantním tónem „červům“ popsal Šelbyho selhání a jeho neloajalitu. Albel totiž zajetí Farleen s Tynave a vydírání nepřítele neschválil, takhle nepracuje. Rád by s nimi bojoval, ale kvůli jejich únavě z bojů se Šelbym nechce, „snadné vítězství není jeho styl.“ Svým chováním rozčílil horkokrevného Cliffa, kterého Nel musela držet a uklidňovat. Pak se s neméně arogantními poznámkami Albel rozloučil.
Všichni se vrátili do Ariasu a Nel se vrátila k misi dopravit je do hlavního města. Nyní se k nim chovala vlídně a vedla je dál, nejprve do Peterny, města obchodu u hranic s republikou Sanmite. Zde Fayt potkal prodavačku květin Ameenu, jež vypadala stejně jako Sophie. Zasvětila ho do místních pověr o významu květinových talismanů. Fayt náhodou zjistil, kde bydlí, a od její starší sousedky se dověděl, že Ameena má chatrné zdraví a ve válce přišla o celou rodinu. Fayt se seznámil i se sekretářkou mistra cechu vynálezců, s Welč Vínyardovou, na aquarijské poměry výstřední dívkou, která Faytovi předala zařízení podobné mobilu, sloužící ke komunikaci s ní, k registraci a prohlížení patentů a žebříčku vynálezců. Fayt se divil, že je na Elicooru II k dispozici tak vyspělá technologie. Další den je před hotelem dostihla Ameeny sousedka, jež s Ameenou brzy ráno v západních horách za hranicemi trhala vzácné květiny, ale ta omdlela a sama ji neunese. Fayt ji chtěl najít, a tak vstoupili na území republiky Sanmite, konfederace příslušníků bezpočtu myslících plemen, které nechtěly trpět pod nadvládou elicoorských lidí. V lese našli doupě loupežníků a uvnitř Rogera S. Huxleyho, zavřeného v kleci. Už při seznámení se naparoval a choval se neuvěřitelně, přesto ho po boji se zbojníky pustili. Nakonec se dolhal k přiznání, že ho zavřeli, protože nedokázal získat loupežnický poklad v sázce s rivalem Lucienem. Ten nakonec získali, když narazili venku na vůdce zbojníků. Roger jim pomohl najít Ameenu, která měla vysokou horečku, a pak zmizel v zatopeném městě Surferio, někdejším hlavním městě říše Aquor, předchůdkyni království Aquarie i Airyglyphu. Tam se k nim mohl Roger opět přidat. Jeho dva bratři Fayta požádali, aby na jejich přitroublého bratra dal pozor. Rogerovi mohli pomoci splnit další úkoly, aby se stal v očích menidoxké omladiny „opravdovým chlapem.“ Zpátky v Peterny Nel zavolala pro Ameenu doktorku, její podřízenou. Fayt se přímo zde rozhodl pomoci království Aquarie. Nel se musela ujistit, zda to myslí vážně, protože se dosud k tomu stavěl odmítavě. Mocná zbraň sice způsobí smrt mnoha lidem, ale její správné využití mnohem více lidem zachrání život.
Aquios je ohromná metropole, kam proudí každým dnem mnoho poutníků do velkého Aprisova chrámu v královském hradu. Nel, Fayt a Cliff měli audienci u královny Romerie, vládnoucí jako Aquarie XXVII., a u kancléře Lasselleho. Mladá královna, jež je zároveň hlavou církve uctívající Aprise, je požádala o pomoc s ukončením letitého konfliktu. Další den se „inženýři z Greetonu“ seznámili s Elenou, ředitelkou výzkumného ústavu runologických zbraní. Její asistent, mladý vědec Dion, jim představil Hromový šíp (Thunder Arrow), který rozhodne válku, ale vývoj se dostal do slepé uličky. Jednalo se o obří laserové dělo na obrovské lafetě, poháněné runologií místo elektřinou. Hrubá konstrukce je hotová, ale nevivine dostatečný výkon k účinku jako zbraň. Přidání runologické síly naopak způsobí přehřátí. Fayta zarazila přítomnost tak vyspělé technologie na zaostalém světě. I Cliffovi to bylo divné, ale rozhodli se Aquarii přesto pomoci. V technické dokumentaci odhalili příčinu potíží. Jako vodič sloužilo obyčejné železo. Dle Fayta by supravodivý hliník problém snadno vyřešil, ale jeho výroba je vyloučená. Navrhl proto zkusit měď. Tento prvek je však na Elicooru II vzácný a jediný důl s dostatečnými zásobami se nachází v Bequerelu, v teritoriu Airyglyphu, kde sídlí draci. Přesto se tam vydali s Farleen, s Tynave a s „koňským“ povozem. Při odchodu je přepadla hlídka Dračí brigády, vedená Demitriem, kterou sice dokázali porazit, ale potyčka předznamenala eskalaci konfliktu do totální války, neboť říše Airyglyph ví o superzbrani a o povaze jejich mise. Mezitím Albel Nox jinde vážně zranil Tynave a Farleen, pak napadl i Fayta, Nel a Cliffa. Ti tři však byli nad jeho síly. Albel žádal, aby ho dorazili, ale Fayt odmítnul s tím, že „snadné vítězství není jeho styl.“
S návratem do Aquiosu se začali chystat na rozhodující bitvu, do které Airyglyph zapojí všechny své armády, a přestavbu Hromového šípu tak rychle nestihnou. V podhradí našli staré známé, Ameenu a s ní Miráž, která Fayta a Cliffa hledala dle zvěstí o jejich hrdinských činech. Ameena zkolabovala, dostala totiž zápal plic, proto Nel sehnala doktora. Avšak Ameena byla příliš vyčerpaná z pěší chůze až z Peterny. Udělala to kvůli Dionovi, lásce z dětství. Fayt ho k Ameeně dovedl a pak aquarijští runologové i s trojicí a se všemi použitelnými runologickými zbraněmi odcestovali na frontu do Ariasu a Miráž nechali s Ameenou. Clair na brífinku informovala, že všechny tři armády vede vévoda Vox, proslulý airyglyphský řezník, zatímco velitelé Albel ani hrabě Woltar zde nejsou. Clair pověřila Fayta, Cliffa a Nel vykonáním tajné operace, proniknutím k hlavnímu stanu nepřítele, kde zabijí vévodu Voxe. Vypukla bitva a trojice rozkaz splnila, jenže při boji s Voxem samotným se na něj z oblohy snesl mohutný paprsek energie, který ho okamžitě usmrtil. Trojici však paprsek odhodil prudce stranou. Obě bojující armády v němém úžasu sledovaly přistávání obřího vendeenského bitevního křižníku. Zmatení airyglyphští dračí jezdci a aquarijští runologové své zbraně namířili proti Vendeenům, protože ti začali útočit na obě bojující strany. Proti vendeenskému bitevníku ale neměli šanci a obě armády v mžiku utrpěly velmi těžké ztráty. V nastalém chaosu Cliff křičel na Fayta, aby utekl, jinak ho zajmou. Faytovi právě došlo, proč Vendeeni zničili Hydu IV i loď Helre. On sám je jejich cíl, ale nechápal proč. S výkřikem „Kdo k čertu jsem“ se projevila jeho dosud skrytá moc, k čemuž málem už dvakrát došlo dříve. Rozzářilo se mu čelo, pak oči, narostla mu energetická křídla a obklopila ho oslepující aura. Pak na vendeenský bitevník vystřelil ohromný paprsek, kterým ho v mohutném záblesku proměnil v oblak prachu. Následně Fayt upadl do bezvědomí.
Za několik dní se probudil na hradě v Aquiosu a zajímal se o Diona, protože ten slíbil Ameeně, že po válce budou spolu. Dion však z bitvy s Vendeeny vyvázl smrtelně zraněn. I přes Mirážiny protesty za ním dovedl nemocnou Ameenu, aby se s ním rozloučila, avšak oba milenci zemřeli takřka současně, což Fayta zdrtilo. Nel chtěla znát, co jsou Vendeeni zač. Než jí Fayt odpověděl, objevila se přímo nad Aquiosem další vendeenská bitevní loď neboli „nebeský koráb,“ jak jej nazvali Aquarijci. Vyběhli na hradby, ale nikdo nevěděl, co dělat. Fayt poznamenal, že první loď přece zahnali. Cliff s Miráží věděli, že na tu událost ztratil vzpomínky. Na obloze se však objevila quarkská stíhačka, jež vendeenský bitevník sestřelila, byla však sama sestřelena. Pilotkou, jež se teleportovala na hradby, byla Maria Traydorová, vůdkyně Quarku. Fayt byl překvapený jejím mládím i tím, že o něm věděla všechno, i že kvůli Vendeenům už není nutné se obávat UP3. Nel nyní s jistou dávkou agrese požadovala odpovědi, jak se tam Maria dostala, že zřejmě nejsou z Greetonu, jak dosud tvrdili, a kdo jsou Vendeeni. Královna Aquarie Nel ukáznila, ale požadovala, aby na tyto otázky zodpověděli přímo jí. Maria požádala, zda by si nejprve mohla s ostatními promluvit o samotě, protože neměla dobré zprávy. Vendeeni kromě Faytova otce Roberta Leingoda zajali i Sophii. Pak se zajímala o projevené Faytovy schopnosti. Cliff potvrdil, že jeho schopnost destrukce několikanásobně převyšuje její. Faytovi vysvětlila, že jeho otec před 18 lety vedl ilegální výzkum symbologické genetiky s cílem vyvinout živé superzbraně. Vědělo o tom pouze nejvyšší vedení Pangalaktické federace. Vznikli dva symbologicky modifikovaní jedinci, ona a Fayt. Předvedla mu svou moc, kterou stále plně neovládá, vytvořením silového štítu kolem vázy, která ustála následující výstřel z pistole. Chtěla, aby jí Fayt pomohl osvobodit profesora Leingoda, aby se ho sama zeptala, proč z ní a z něj udělal pokusná morčata. Dále navrhla způsob, jak se dostat z Elicooru II přes Vendeeny, kteří tuto oblast galaxie obklíčili. Miráž navrhla použít runologické zbraně Aquarie jako lest, která jim poskytne čas na transport na quarkskou vlajkovou loď Diplo. Nel, kterou Cliff přistihnul odposlouchávat, přisdíbila, že přesvědčí královnou, aby jim zapůjčila Hromový šíp.
Maria královně Aquarii vysvětlila svůj, Fayta, Cliffa i Mirážin původ. Královna by za jiných okolností považovala její tvrzení za nesmysl, ale kvůli katastrofě, jakou Vendeeni způsobili, musela skutečnost, že nejsou ve vesmíru sami, uznat. Fayt přiznal, že cílem Vendeenů je on, takže Lasselle navrhl vydat ho. To královna odmítla a souhlasila se zapůjčením nedokončeného Hromového šípu. Do královské síně náhle vtrhla jedna runoložka. Ten druhý „nebeský koráb“ havaroval u města Kaddan a vendeenští vojáci obsadili kaddanskou svatyni, kde je Posvátný Aprisův orb. Královna nařídila runologům a Nel postavit se jim, přestože nemají proti vendeenským zbraním využívajících ohýbání časoprostoru sebemenší šanci. Cliff se divil, proč je zajímá nějaký orb a ne oni. Nel vysvětlila, že orb v království šíří proud svěcené vody, i v prostorách hradu. Maria dálkovým skenerem zjistila, že se jedná o OPA (Out-of-Space Artefact; neboli artefakt z jiného vesmíru), o nesmírně vyspělou technologii, jehož majitel získá ohromnou moc. Vendeeni zřejmě přítomnost OPA odhalili při pátrání po nich. Fayt se nabídnul, že do Kaddanu odcestuje osobně i s ostatními, aby odčinil zodpovědnost za vše, co se stalo. Královna povolila Nel, aby je vedla zkratkou přes podzemní Zapečetěnou jeskyni z aquioského chrámu, kterou běžně smí využít jedině členové královské rodiny. V pradávném podzemním komplexu s pastmi naráželi i na Vendeeny, kterým zabránili získat OPA. Po návratu všem Nel poděkovala a Fayta vyzvala, aby se neobviňoval, že Vendeeni přišli kvůli němu. Dle ní, pakliže existuje mnoho světů v celém vesmíru, Posvátný orb by brzy někdo objevil tak jako tak a shodou okolností k tomu došlo v jejich době. Poděkování si vysloužili i od královny, dle níž Vendeeni brzy zaútočí znovu. Vsadí tedy vše na Hromový šíp, Dionovu zbraň, avšak ta má příliš krátký dostřel. Proto královna navrhla řešení: požádá o pomoc svého nepřítele, říši Airyglyph, jež při útoku Vendeenů rovněž zaznamenala těžké ztráty. Jejich draci zbraň dopraví vysoko do oblak. Že by toho využili jako lest k obnovení konfliktu se neobávala, neboť válečný štváč Vox, který celý konflikt vyprovokoval, je mrtev a král Airyglyphu žádost pochopí.
Královna vyslala Nel a Cliffa s diplomatickou nótou za airyglyphským králem, Eleně nařídila dokončit spolu s Miráž Hromový šíp, a Maria měla s Faytem dlouhý seznamovací rozhovor. Fayta zajímalo, jak se dověděla o svých schopnostech. V jejích dvanácti letech žila s rodiči na Federální stanici 17. Zde zuřila bitva mezi Federací a Říší Aldian, proto evakuovali civilisty, ale její otec voják zůstal a zemřel. Aldiani napadli i evakuační loď, která explodovala, a Maria se zachránila v únikovém modulu. Její matka jí před svou smrtí prozradila, že není její biologickou matkou a má v sobě ukrytou ohromnou moc, proto se nikdy nesmí vzdát života. Zdrcenou, hladovou a dehydrovanou Marii o asi deset dnů později našla posádka lodi Diplo, kde se spřátelila s Miráží a s Cliffem, zakladatelem a tehdejším vůdcem Quarku. Jelikož ztratila celou rodinu, šla studovat na svět Klaus III nebo IV programování a vstoupila do Cliffovy tajné organizace Quark, mezi mladé idealisty nesouhlasící s politikou Federace. Quark v masce obchodní společnosti poskytoval podporu světům tlačených do nevýhodných smluv s Federací. Během misí se Maria z Dipla nabourávala do databází Federace a hledala informace o své minulosti. Když jí bylo 16 let, zachytili nouzový signál a Cliff vydal příkaz provést záchrannou misi. Na místě nic nenašli, pak systémy zachytily výstřel z kanónu energie tvoření, kterému se Diplo těsně vyhnulo. Byli přepadeni zbrusu novým modelem válečné lodi Invisible (Neviditelný), kterou neviděly ani senzory Dipla. Dostali zásah několika torpéd a Invisible znovu nabíjel kanón energie tvoření. Maria zpanikařila, volala svou zesnulou adoptivní matku, přitom jí žhnuly čelo a oči. Diplo přišlo o hyperpohon i záložní pohonné systémy a stalol se snadným cílem. Cliff se omlouval ostatním, že neví, jak z toho ven. Maria vstala, vykřikla, že se nesmí vzdát a ať odpálí protonové torpédo. Cliff dal Miráž pokyn a obyčejné torpédo Maria svou náhle projevenou mocí symbologie přeměnila v superzbraň, která Invisible zcela zničila. Pak na několik dní omdlela. Po této příhodě Cliff odstoupil z čela Quarku a všichni chtěli, aby je vedla Maria. Svou plnou moc však nedokázala nikdy znovu vyvolat, ale tréninkem si ji pomalu osvojovala. Quark pod jejím vedením zintenzivnil své aktivity a vysloužil si nálepku teroristické organizace. Časem se coby vůdkyně Quarku dobrala k informacím na Měsíční základně (Moonbase), které hledala, a dověděla se o Faytovi, kterého chtěla najít, protože byla přesvědčená, že měli sloužit jako tajná superzbraň Federace, a tak chtěla po jeho otci vysvětlení.
Král Airyglyph odpověděl a požadoval osobní jednání s královnou v síni s kulatým stolem v pobořeném chrámu Mosel. Královna ve jménu vzájemné důvěry souhlasila. Cestou se ale museli vypořádat s jednotkami Dračí brigády, které zůstaly věrné Voxově doktríně. Král Arzei Airyglyph XIII. si ale uvědomoval, jak vážnou hrozbu Vendeeni představují. Vyslechnul si Fayta i zprávu o pokusu Vendeenů o krádež Posvétného orbu v Kaddanu a přešel k věci. Běžní draci Hromový šíp neunesou, proto musí zkrotit obřího draka, přezdívaného Marquis, v jeskyních Urssa Lava poblíž Bequerelu. Jako pojistku král Arzei Airyglyph požadoval doplnění Faytovy družiny o představitele jeho říše, o Albela Noxe. Družina poté doprovodila oba monarchy do Peterny, pak se vydali do Airylyphu pro Albela, k němuž je Woltar zavedl do vězení, kde byl v péči inkvizitora, protože ho Vox dříve obvinil z velezrady a z úmyslného zpackání mise v Bequerelu. Woltar mu řekl, že když se přidá k Faytově skupině a zkrotí Marquise, bude zproštěn všech obvinění. Albel s pohrdáním misi přijal a vyrazili do jeskyň, kde viděli pozůstatky starých laboratoří s důkazy o nelidských pokusech na dracích. Marquis, 700 let starý drak, lidmi za jejich skutky a způsoby myšlení pohrdal a nehodlal s nimi spolupracovat. S trochou manipulace ho však přiměli k závazku, že pokud ho porazí v bitvě, spolupracovat bude. Po bitvě je uznal za hodné a souhlasil, že ponese na svých bedrech jejich zbraň, byť je to pro něj ponižující. Dovolil, aby ho nazvali Crosell, jeho skutečným jménem, a dopravil je do Aquiosu, kde mu na záda připevnili dokončený Hromový šíp. Král Airyglyph koordinoval sloučení Dračí brigády s aquarijskými runology, kteří Crosella doprovodili s malými runologickými zbraněmi. Přípravami nelenila ani Maria a vydala Mariettě, jež místo ní velela na Diplu, pokyny k sledování pohybu Vendeenů a k rychlé akci.
Diplo se sneslo na povrch Elicooru II, pronásledované třemi vendeenskými křižníky. Crosell se tedy vznesl těžce k oblakům, dohnal jednu z nich spolu s početnou letkou malých draků a Nel zahájila z Hromového šípu palbu. Kvůli vendeenským štítům však první útok mnoho škod nenapáchal. Během dalšího průběhu bitvy byla jedna z vendeenských lodí přece zničena, ale ne draky ani Diplem. Vendeeni zahájili ústup a při manévru zasáhli Diplo, jež muselo nouzově přistát. Aby nebylo zničeno, Crosell s ostatními draky se vydali Vendeeny pronásledovat, ale obě sežehnuly záhadné paprsky energie. Marietta přinesla zprávu, že je dle počítače zasáhl paprsek magnitudy 3,2, o mnoho řádů silnější než zbraně nejnovějších lodí Federace. Počítač zaznamenal několik dalších paprsků v soustavě Elicooru, jeden přesáhl dokonce magnitudu 4,0 a všechny mířily k Zemi. Cliff pochyboval, že za tím stojí Vendeeni nebo Aldiani, každopádně se vrátili do hradu, kde počkali na opravu Dipla. Fayt, Cliff, Miráž a Maria se rozloučili s královnou Romerií, králem Arzeiem i s Nel a Rogerem, kteří se zavázali, že už nebudou válčit, aby se nevyplnila nejhorší forma Aprisova proroctví, a popřáli jim úspěch v nalezení Faytova otce. Teleportovali se na Diplo a opustili Elicoor II. Přivítal je Lieber, poněkud nervózní z Marii, a potvrdil, že záhadné paprsky energie nepochází ani z Federace ani od Vendeenů ani od Aldianů. Na všechny tři velmoci útočí nový, neznámý nepřítel. Maria se toho rozhodla využít, aby z tajné vendeenské základny osvobodila Roberta Leingoda i Sophii. Jakmile opustili oběžnou dráhu Elicooru II, dohnal je bitevník Federace – Aquaelie, kterému velel komodor Wittcomb. Informoval je, že se k Elicooru blíží další vendeenská loď, dle analytiků nebude útočit. Kontaktoval je kapitán Biwig z vendeenské lodi Dasvanu, jenž ukázal zajaté Roberta Leingoda, nepřítele celého vesmíru, i Sophii a požadoval jejich výměnu za Fayta. Maria se radila s Wittcombem, jenž přiznal, že chtějí získat oba Leingody ze stejného důvodu jako ona, ale co se týče Vendeenů, má jisté obavy, o co jim jde. Prozatím provedou výměnu dle požadavků Vendeenů, ale jakmile nebude Robert Leingod na jejich lodi, Aquaelie zasáhne a vendeenskou loď zničí.
Z Dasvanu poslali souřadnice k výměně, a to na Elicoor II v prostorách kirlské základny Černé brigády, a varování, aby se nepokoušeli o žádné hrdinství. Dohodu nedodržela ani jedna strana, Vendeeni sice oba zajatce poslali dolů, ale vzali i rušičku transportu a obklíčili celá kasárna. V boji zemřeli všichni tři vojáci z Dipla, ale Faytovi, Cliffovi i Marii se přesto povedlo Roberta i Sophii získat. Byli však zahnáni dovnitř kasáren, protože Biwig na ně sesílal další roboty. Sophia byla zraněna, takže Cliff odlákal pozornost nepřítele sám. Mezitím Fayt s Marií vyslýchali Roberta, jenž přiznal, že je symbologicky pozměnil v zájmu celého vesmíru kvůli velké moci, jež je ohrozí všechny, ale podrobnosti poví potom. Nyní museli zničit rušičku a vrátit se na Diplo, které se ocitlo pod palbou Dasvanu a na Aquaelii útočila jiná vendeenská loď. Zachránil je Albel, jenž seskočil z hradeb, odkud je celou dobu pozoroval, a rušičku zničil. Rozzuřený Biwig ho střelil do ramene a ostatní Vendeeni zamířili na Fayta a jeho partu, kterou však teleportem podpořil Lieber se svou skupinou vojáků. Biwig naopak slíbené posily nedostal, neboť Aquaelie zničila transport s posilami, a tak se přemístil zpět na Dasvanu, které bylo vzápětí Aquaelií rovněž zničena. Biwig se stihl s jednotkou vrátit a prohlásil, že když nemůže Fayta využít on, pak nikdo, a pokusil se ho zastřelit. Robert ale svého syna odstrčil a byl smrtelně zasažen on sám. Před smrtí synovi, Marii a Sophii pověděl, že odpovědi naleznou na Měsíční základně, a žádal o odpuštění. Po porážce Biwiga se transportovali na Diplo, kam vzali i zraněného Albela.
Fayt byl ze smrti otce zdrcený, ale Maria ho vyburcovala, aby s ní šel na Měsíční základně do Leingodovy laboratoře. K výpravě se připojil i Albel, který vyjádřil připravenost navštívit cizí svět, přestože se už asi nikdy nevrátí domů, protože válka skončila a Vox je mrtev. Komodor Wittcomb je pozval na svou loď, aby jim vysvětlil situaci, neboť kvůli pobytu na Elicooru II nemohli tušit, co se v galaxii děje. Fayt ho požádal, aby je odvezl rovnou na Měsíční základnu na Aquaelii, aby se předešlo problémům, kdyby tam měli přiletět quarkskou lodí. Wittcomb je informoval, že celou galaxii ohrožuje nový nepřítel, „Stvořitel“ (Creator), kterého zastupují bytosti Vykonavatelé (Executioners). Vykonavatelé přišli vykonat „Stvořitelovy“ rozsudky smrti za objevy ve vědě, která se začala zabývat zakázanými oblastmi. Silné paprsky energie zasáhly Zemi a napáchaly mnoho škod, protože pronikly planetárním štítem. Byly vystřeleny z neprozkoumaného místa 50 tisíc světelných let od Země a pohybovaly se nadsvětelnou rychlostí za využití zcela neznámé technologie. To Wittcomb i jeho nadřízení považují za vyhlášení války. Vendeeni si byli této hrozby také vědomi a snažili se Fayta, tajnou zbraň Federace, dopadnout a využít po svém, protože jakoukoliv spolupráci s Federací považují za urážku. Wittcomb byl poněkud skeptický, že by jím mohl být Fayt. Maria mu ale objasnila, že to ona zničila před lety Invisible podobnou mocí a rovněž je produktem výzkumu Roberta Leingoda. Ani jeden z nich ale není schopen plnou moc ovládnout. Wittcomb je varoval, že laboratoř už dříve prohledali a nenašli žádné přelomové informace. Přesto se tam Fayt, Maria, Cliff, Sophia a Albel chtěli vydat. Diskuzi přerušila zpráva ze Federální stanice 9, kterou právě zničili Vymahači (Enforcers), vypadající jak bohové a ne jako lodě. Admirál Hermese potvrdil, že tito Vymahači a Vykonavatelé zničili dalších pět stanic a míří pravděpodobně přímo k Zemi. Vydal komodorovi rozkaz držet kurz. Dostali též zprávu, že Vykonavatelé právě zničili Říši Aldian, která byla k nim nejblíže. Během cesty Maria z lodního počítače ukázala Faytovi 18 let starý záznam, jak se mu povedlo spolu s jeho ženou, s Jassie Traydorovou a dr. Esteedem úspěšně vyvinout a implantovat do DNA dvou jejich dětí dva symboly: ničení a změna. Fayt byl upraven symbolem ničení a Maria symbolem změna.
Za 12 hodin dorazili k Měsíční základně, kde byl již vyhlášen poplach kvůli útokům Vykonavatelů, šedých draků olbřímých rozměrů s rudou aurou. Vypukla první bitva, v níž Federace ztratila 37 lodí a zničila jen 8 Vykonavatelů z 32. K Faytově družině se připojila Peppita Rossetti, jež zlikvidovala úplně sama Proklamovače (Proclaimer), andělské zjevení s démonickým hlasem, které předneslo vůli Vymahačů: „Jste mor a musíte být zničeni.“ Došli až do Leingodovy laboratoře, kde Maria požádala počítač o data dle jejího genetického profilu. Vyhledávač přinesl jediný výsledek, dokument „Nastalá krize lidstva“. V roce 752 S.D. se mladí vědci, manželé Leingodovi, Jessie Traydorová a dr. Esteed, zúčastnili expedice na Styx, který je svět s holou pustinou a s jedinou dominantou, Bránou času, která měla dle dřívějších průzkumů sloužit k cestování časem. Zjistili, že je jako živá inteligentní bytost a odpovídá na symbologická data. Šokem byla informace o existenci vyšších bytostí (čtyřrozměrní – 4D beings), jež mají nepředstavitelné technologie a mohou cestovat časem. Tyto vyšší bytosti stvořily celý vesmír i všechny symbologické technologie. Samotná Brána času je též produktem symbologie, která však neslouží k cestování časem, ale jako brána do vyššího světa (4D space). Cestování časem bylo jen projevem bezpečnostního opatření, jež mělo zabránit zvědavcům v objevu vyššího světa. Nakonec na ně Brána času promluvila přímo: „Poddejte se. Věda ve Věčné sféře příliš pokročila. To nelze ponechat bez omezení. Věčná sféra je vesmír, jak ho zná váš druh. Symbologická genetika je věda Stvořitele, stejně jako symbologie, z které vychází. Jedná se o zakázanou oblast. Váš druh pošetile pronikl do zakázané oblasti. Je zde nebezpečí, že tato zakázaná technologie bude použita proti Stvořiteli. A proto se blíží čas, kdy na všechny vypustí hněv Vymahačů.“ Vyděšení vědci se zeptali, zda takový osud neodvrátí zanecháním těchto věd úplně, ale odpověď je zdrtila: „Je příliš pozdě. I kdybyste opustili svou práci, přijdou další, kteří budou znovu pokračovat. Váš druh je takový. Jste tím zamořeni a není pro vás spásy. Vaše vyhlazení je neodvratné. Toto není varování. Toto je rozsudek.“ Následovaly už jen opakované výzvy, aby se poddali. Vrátili se tedy na Měsíční základnu, ale zprávu nejvyššímu vedení Federace nepodali, protože by jim nikdo nevěřil. Buď se mohli smířit se Stvořitelovými hrozbami, nebo proti němu budou bojovat až do hořkého konce. Vybrali to druhé a symbologickou genetikou vytvořili člověka s mocí zničit Stvořitele. Své děti proto považovali za naději, ačkoliv věděli, že s nimi provádějí neomluvitelné věci. Z dat zjistili, že moc Stvořitele je fenomenální, proto samotní Fayt a Maria se symboly ničení a změny budou stačit. Budou muset vstoupit do vyššího světa a Stvořitele porazit tam. Dali tedy symbol spojení tehdy nenarozené Sophii Esteedové, aby vytvořila průchozí portál skrz Bránu času, což bude klíčová úloha. Až se všechny tři děti shromáždí, budou jejich symbologicky posílené geny rezonovat a budou moci plně využít svých schopností. Své schopnosti se musí naučit používat v ostrých soubojích s nepřáteli. Překvapená Sophia sice nerozuměla všemu, avšak chápala, že budoucnost lidstva svěřili do jejich rukou.
Fayt se rozhodl okamžitě, odcestují na Styx. Na Aquaelii komodoru Wittcombovi potvrdili identitu nepřítele, a shrnuli, co se dověděli. Na Styx je ale dopraví Aquaelie, protože Diplo by přes nepřítele neproniklo. Ačkoliv tím oslabí obranu Země, přes kterou pronikla skupina Vykonavatelů a zahájila palbu na zemský povrch, čímž byla obří města jako New York a rozlehlé oblasti zcela zničené a vyhlazené. Ohromeni z účinků jejich útoků opustili Sluneční soustavu, avšak u styxké soustavy již na ně čekali další Vykonavatelé. Wittcomb jim nabídnul malou stíhačku Calnus, která je dopraví na povrch, zatímco Aquaelie provede sebevražedný útok, aby jim poskytli čas. I proti přesile se Aquaelii povedlo minimálně jednoho Vykonavatele zničit, avšak v nerovném souboji Wittcomb s celou svou posádnou padl. Mezitím se Faytova parta dostala bezpečně na povrch pustého světa, kde na ně čekala mračna Vymahačů, s nimiž si ale poradili a došli k Bráně času. Jelikož se moc spojení u Sophie ještě neprojevila, tak zatím prohlíželi Bránu, která se náhle zapnula. Po chvilce Sophii začala bolet hlava a rozzářila se jí pravá ruka. Přestože nevěděla, co dělá (stejně jako původně Maria a Fayt, když to bylo poprvé), vyslala z ruky výstřel do portálu v Bráně, který se proměnil v bránu do vyššího světa (4D). Ačkoliv si nebyli jistí, zda v tomto vyšším světě budou schopni přežít, Fayt, Maria, Sophia, Cliff i Albel prošli.
Ve vyšším světě doslova vyskočili z obrazovky a vyděsili místní obyvatelstvo, vyšší bytosti. Zde vše vypadá jinak, než znají. Obyvatelé je obestoupili a dohadovali se, zda se jedná o novou vlastnost Věčné sféry. Faytova skupina nechápala. Kde jsou všichni Vykonavatelé a podobně? Jeden malý hoch jménem Flad je zaslechl a pozval je k sobě domů. Optal se jich na jména a na název světa, kde se narodili, aby si ověřil, zda jsou Faytova družina skutečně postavy z Věčné sféry, jak mu pověděla jeho kamarádka Blair. Moc ale kvůli svému nízkému věku nevěděl, jak správně vysvětlit, co to znamená, a tak jim na počítači přehrál záznam bitvy Aquaelie s Vykonavateli, i její zničení, a další bitvy Federace s Vykonavateli, které se dějí právě teď. Řekl jim, že Věčná sféra je vesmír uvnitř herního simulátoru, v níž žijí jako herní postavy, a současné události tam lze sledovat na jakémkoliv terminálu. Zmatení členové Faytovy družiny odmítali věřit, že jsou jen počítačový program, avšak Flad upřesnil, že Věčná sféra slouží jako online simulátor reality, který nelze nijak restartovat, proto ji lze výstižněji popsat jako paralelní svět. Vyšší bytosti jimi proto mohou manipulovat, ale každý živý tvor ve Věčné sféře má individuální umělou inteligenci, proto se zas tolik neliší od tvorů žijících ve vyšším světě. Na otázku, co jsou ti Vykonavatelé, Flad odpověděl, že nedávno v novinách psali, že v regionu Mléčná dráha objevili problém, který ohrožuje celou Věčnou sféru, a tak vyslali Vykonavatele, též pouhé programy, aby vymazali původce. Na otázku, jak je jejich fyzická existence ve vyšším světě možná, už odpověď nenašel, avšak Fayt hádal, že za tím stojí symbol změny Marii. Maria se poněkud vyděsila, že profesor Leingod coby program vytvořil jiný fungující program. Pak Flad přiznal, že je k sobě domů zavedl ze zvědavosti, i kvůli své kamarádce Blair, pracující pro společnost vyvíjející Věčnou sféru, ale rozmluvu přerušili příslušníci Bezpečnosti, které na Faytovu partu zavolala Fladova matka.
Fayt s přáteli se dostali do obklíčení, ale relativně snadno všechny policisty z vyššího světa přemohli. Flad jim pak hodil svou přihlašovací disk, aby si mohli ověřit, že jim nelhal, a poslal je do Gemity, kde naleznou nejbližší terminál. Gemity je zábavní centrum a dostali se tam transportérem. Vypadalo to tam nesmírně futuristicky a zároveň tak, že spousta věcí vypadala povědomě, potvrzující, že vyšší bytosti skutečně stvořily jejich vesmír. Nalezli terminál, který začala Maria zkoumat. Po vložení Fladova přihlašovacího disku zjistila, že přístup do Mléčné dráhy je zablokován. Sophia zkusila využít svou moc a její symbol umožnil Marii přihlásit se jako administrátor. Maria toho využila, aby si naprogramovala trojského koně, který ji umožní obejít všechny restrikce. Dále mohla z tohoto terminálu poslat celou skupinu, kam potřebovala. To Faytovi umožnilo přibrat do družiny další členy, ať už Rogera, Peppitu, Nel nebo Adraye. Návrat jim umožnilo i to, že kromě světů tak, jak je znali, viděli nyní i uživatelská rozhraní pro vyšší bytosti, která mohli dle libosti využít. Tehdy si přiznali, že skutečně jsou programy, avšak Maria vyzvala ostatní, aby věřili, že jsou přesto živé bytosti. Albel vyzval, že jsou-li jen hra, ať ji hrají tak, aby vyhráli. Po návratu do vyššího světa se rozhodli navštívit ve Ztraceném městě společnost, jež se stará o jejich svět: Sphere.
U transportu ale narazili, protože nemají k návštěvě Ztraceného města povolení. Přednosta však po chvilce přišel za družinou zpět, že právě povolení získali od paní „B“ ze společnosti Sphere. Teleportem se dostali přímo do budovy Sphere, kde je přivítal Azazer, šéf podnikové bezpečnostní služby a přímý podřízený majitele, ačkoliv nechápal, jak se jim povedlo dostat se až sem. Přesto přednesl Faytově družině nabídku, že je nevymažou, pokud budou spolupracovat s oddělením vývoje, kteří je chtějí jako kuriozity studovat a udělat z nich pokusná morčata. Fayt byl ochoten se podrobit výměnou za zachování Mléčné dráhy, avšak Azazer odmítnul s tím, že oni budou vše, co z Mléčné dráhy zbude. Faytova družina proto musela bojovat proti spherské ostraze a pak i proti Azazerovi, kterého přemohli. Azazer však před svým upadnutím do kómatu stihl aktivovat alarm. Fayt rozhodl najít oddělení vývoje a vše tam rozmlátit. Cestou se museli vypořádat s ochrankou i se zapečetěnými dveřmi. Nakonec byli obklíčeni, ale jedny zapečetěné dveře se náhle otevřely. Zachránila je žena jménem Blair Lansfeldová, o níž mluvil dříve Flad. Je členkou oddělení vývoje, zodpovědná za vývoj a údržbu Mléčné dráhy, a ředitelkou „projektu Apris.“ Dovedla je na své pracoviště představit je svým kolegům. Blair Faytově družině nabídla jménem všech svoji pomoc. Před nedávnem vedení společnosti Sphere učinilo rozhodnutí, s kterým nesouhlasí, a to přímý a násilný zásah do Věčné sféry kvůli neočekávanému problému. Pracovníci vývoje totiž uznávají Věčnou sféru jako paralelní svět, který funguje dle svých pravidel a bytosti v něm žijící jsou schopni o svých osudech rozhodovat sami. Jediným rozdílem mezi jimi a nimi je už jen rozdílná dimenze bytí. Proto usilují o umístění všech dat Věčné sféry do muzea, kde budou ochráněna před vnějšími zásahy. Zatímco Vykonavatelé činili své dílo zkázy po celé Mléčné dráze, pracovníci vývoje usilovně pracovali na odinstalátoru, který všechny Vykonavatele vymaže. Avšak ten lze spustit jedině z Věčné sféry, protože Vykonavatelé byli naprogramováni tak, že s nimi nikdo z vyššího světa nic přímo nesvede. Proto požádali o spuštění odinstalace Faytovu družinu, protože, jak prokázali v Gemity, jsou nyní oni jediní, kdo může do Mléčné dráhy vstoupit. Cesta zpět do Gemity však nyní není možná, tedy musí využít hlavní terminál v patře, kde sídlí kancelář vedení společnosti.
Blair se vydala s nimi, aby jim pomohla obejít hlídky příslušníků bezpečnosti, ale cestou ji z podnikového rozhlasu kontaktoval majitel společnosti, který vyjádřil zklamání, že ho zradila. Faytovi vysvětlila, že majitel zřejmě prohlédl jejich plán a bude je chtít všechny vymazat. A jí také. Do chodby vtrhli Belial a Belzebub, kteří potvrdili její podezření. Majitel společnosti Sphere, Lucifer Lansfeld (v anglické verzi hry se jmenuje Luther Lansfeld), ji chce zabít. Při bitvě však tito dva byli poraženi. Belzebub se snažil se jim vysmát, že odinstalace nebude fungovat, avšak nestihl doříct, co měl na mysli. Blair byla velmi překvapená, že Faytova družina dokázala uplatnit symbologii i zde, v její dimenzi. Nakonec dorazili k hlavnímu terminálu, odkud je Blair vrátila zpět do Věčné sféry. Ocitli se na Styxu u Brány času, kde na ně čekali Vykonavatelé i Proklamovači. Sophia dostala za úkol spustit odinstalátor, zatímco zbytek bojoval. Jakmile se povedlo program spustit, zasáhlo celý Styx zemětřesení, Brána času začala jasně zářit a vyslala do všech směrů změť symbologie, která rozpárala všechny Vykonavatele, Proklamovače i Vymahače v Mléčné dráze. Po uklidnění situace se zdálo, že je konec a členové party se už těšili, že půjdu domů. Rozmluvu přerušilo další zemětřesení, mnohem silnější, a v prostoru se otevřela díra, z které vyletěl Soudce, který byl mnohonásobně silnější než předešlí Vykonavatelé.
V Bráně času se ocitla Blair, aby je informovala, že je majitel oklamal a provedl protiopatření, jež se aktivovalo při odinstalaci. To ale vyžadovalo, aby se majitel sám přesunul do Věčné sféry, tedy mají nyní šanci přimět Lucifera, aby protiopatření odinstaloval, aby byla galaxie zachráněna. Pravděpodobně se přesunul do uzavřené oblasti, kterou on sám pro ten účel vytvořil, kam se dostanou jedině s prostředkem identifikace, které pro ně vypadají jako vysoce vyspělý artefakt, zvaný OPA, který je určen jen pro vyšší bytosti jako debugger. Blair zkusila nějaký vyhledat, avšak světy, které OPA měly, už byly zničené. Cliff si však vzpomněl na Aprisův posvátný orb na Elicooru II, který tam stále je. Blair určila, že to musí být Sophia, kdo se ho dotkne, neboť díky symbolu spojení je jedinou bytostí v celé Věčné sféře, která bude schopná OPA použít. Až se ho dotkne, má myslet na ní, aby se s nimi byla schopná znovu spojit. Vyrazili ke Calnusu, avšak ten byl během jejich pobytu ve vyšším světě zničen. Maria zkusila kontaktovat Mariettu, která pro ně s Diplem doletěla na Styx. Odletěli na Elicoor II, kam s nimi šla i Miráž. Šli rovnou za královnou Aquarií, jež byla mile překvapená. Soudci byli již spatřeni i na Elicooru II a spolu s královstvím Airyglyph za cenu těžkých ztrát s nimi bojují. Fayt vysvětlil, že chce tyto bytosti porazit přímo v jejich jádru, proto si musí půjčit Posvátný orb. Kvůli špatně se vyvájejícím bojům se Soudci královna svolila. Zapečetěnou jeskyní, kde se znovu museli potýkat s tamní stráží i pastmi, se dostali až do Kaddanu, kde Sophia vzala Orb, volala Blair, a ta se jí ozvala zpět, avšak pouze jenom hlasem. Učinili první krok, ale nyní musí zjistit, odkud lze vstoupit do Luciferova prostoru. Při návratu do Aquiosu se věc vyjasnila. Sophia komunikovala s Blair, a ta jí řekla, že musí nalézt bránu, kterou aktivují tímto OPA. Cliff si není 100% jistý, ale asi ví, kde taková může být, v rozvalinách Moselu, kde se konalo jednání krále Airyglypha a královny Aquarie.
Nemýlili se. V rozvalinách našli skrytou místnost s podstavcem, kam OPA přesně zapadne. Jedna ze stěn síně se otevřela a odhalila silovou bránu. Tou prošli a ocitli se v laboratoři majitele. Konečně se jim mohla ukázat Blair, byť jen jako holografická projekce. Neví, co všechno je zde očekává, protože sem nemá nikdo z vývojářů volný přístup. Lucifer tu však není, protože tento prostor slouží jen jako propojení Věčné sféry s vstupním zařízením programátora a jako firewall. Nalezli konec chodby, kde na ně zaútočil robot, po jehož překonání se konečně ocitli v Luciferově uzavřeném prostoru. Ve společnosti Sphere však mezitím Blair vypátrala tamní ostraha, a tak zmizela. Dále museli sami. Na jiném místě však na ni narazili, ale ukázalo se, že jde o falešnou projekci Blair, která zapečetila vstup k Luciferovi, a skupinu napadla. Byla však poražena, ale skutečnou Blair našli opodál uvězněnou v energetické bariéře pomocí krystalů, které byly stejné jako ty u transportéru, který zapečetila falešná Blair, což byl Luciferův program, který skutečnou Blair uvěznil zde. Na jiných místech nacházeli postupně ovládání krystalů, kde porazili stráže a deaktivovali je, čímž Blair osvobodili. Ta pak zprovoznila transport, jenž je dopravil do síní Luciferových. Zde to vypadalo, jako by běh času i nejrůznější děje byly řízeny přímo odsud.
Lucifer nevěřil, jak se jim pvedlo dostat až k němu, ale došlo mu, že je tam zavedla sama Blair, jeho vlastní sestra. Pokoušela se Luciferovi vysvětlit, že život ve Věčné sféře dosáhl intelektuální úrovně srovnatelné s jejich, proto by je měl nechat být. Ten však trval na tom, že Věčná sféra je jen hra. Blair se ho snažila přesvědčit dalšími argumenty, proč si zaslouží obyvatelé Věčné sféry žít, avšak Lucifer podotkl, že získali schopnost vstoupit do jejich světa a ublížit jim, proto představují nebezpečí. Blair opáčila, že se nikdy nepokusili o vstup do vyššího světa dříve, než se on pokusil jejich dimenzi zničit. Proto nečiní nic špatného v tom, že přišli, aby ho zastavili. Pak promluvil každý z Faytovy družiny a Fayt připomněl, že ať už je stvořil nebo ne, nemá právo rozhodovat svévolně o jejich osudu, a dostali se až sem díky kolektivním myšlenkám a citům všech bytostí. Lucifer se tomu vysmál a jejich mysli a city označil za výmysly. Umlčel Blair a sdělil, že oni sami jsou jen výmysl, pouhá data, která musejí být poslušná tomu, kdo je stvořil a podvolit se vymazání. První pokus o vymazání však Luciferovi nevyšel, chtěl tak učinit vlastní silou a zbraněmi, ale byl Faytem a jeho partou přemožen. Blair se ho pokusila naposledy přimět, aby toho konečně nechal. Pak vyzvala ostatní, aby vytvořili zálohu všech dat Věčné sféry a zmizeli, že o zbytek se postará. Lucifer však začal jednat jako šílenec a ptal se, jak mohl být překonán svým vlastním výtvorem. Vstal a loktem odhodil Fayta, jenž šel pro zálohu, od terminálu. Pak si uvědomil, že na vině je jeho měkkost, protože se pokoušel vymazat jen problémová data. Když se viry, jak nazval obyvatele Mléčné dráhy, spolčily, aby vytvořily vlastní data, pak měl vymazat úplně všechna data Věčné sféry. Když to udělá nyní, vymaže tak i tyto „viry,“ stojící před ním. Spustil sekvenci mazání, aniž by se přesunul pryč z Věčné sféry, čímž znepokojil Blair, stále jen projekci,která nyní přestala mít strach o Fayta a jeho družinu, ale o něj. Lucifer se pak se smíchem šílence proměnil z člověka v démona a znovu zaútočil na Faytovu družinu.
I tentokrát byl Lucifer poražen, a v momentě konce bitvy terminál dokončil přípravu na mazání. Lucifer však byl první, kdo byl vymazán. Následně se v Luciferově uzavřeném prostoru zastavil čas a mohutný záblesk aktivoval samotný proces vymazání. Z mapy Věčné sféry začala mizet jedna galaxie za druhou. V ten moment zmizela i projekce Blair... Byla také vymazána? Fayt a jeho družina však nadále zůstávala v rozpadající se síni. Maria lamentovala, co se s nimi stane, Fayt všechny vyzval, aby věřili. Aby uvěřili, že existují tady a teď. Při rozpravě se jejich těla začala rozpadat a žlutě svítila. Nakonec i oni byli vymazáni a z Věčné sféry zbyla jen nekonečná temnota. Zdálo se, že jejich mysl vymazána nebyla, a tak se temnota po chvíli opět stala jejich vesmírem, ve vší barevnosti. Trojice symbologicky upravených přáítel nejspíš vytvořila a obnovila zálohu Věčné sféry za použití svých schopností, myšlenek a citů. Fayt jen otevřel oči a ocitl se obklopen přáteli na Elicooru II, ležící v trávě. Probral se jako poslední z nich, ale nikdo nevěděl, co se přesně stalo, jak to, že přežili vymazání. Maria snad odpověď znala. Lucifer vymazal pouze jejich schopnosti vnímat vše v okolí, což byly jen naprogramované iluze, protože bez schopnosti vnímat není žádného bytí. Přesto je teď přesvědčená, že jejich mysl, která vnímala dimenzi Věčné sféry, musí být skutečná, když stále žijí. Fayt s její teorií souhlasil. Lucifer tedy nebyl schopen vymazat jejich vědomí, protože to přesahuje rozměr jeho výtvoru. Sophia se ptala, zdali to znamená, že Lucifer jejich existenci nikdy neuznal, a proto pořád žijí? Fayt odpověděl, že možná tomu tak je a vesmír, jak ho znali, skutečně již neexistuje, avšak cítí přítomnost svého vesmíru ve svých myslích. Maria dodala, že pokud vesmír ve své mysli cítí i všechny ostatní živé bytosti, pak vesmír de-facto existovat nepřestal a nic se nevymazalo. Albel prohlásil, že v každém případě to znamená, že bitvu s Luciferem vyhráli. Cliff vyzval všechny, aby to již dále neřešili. Fayt tedy vyzval, aby se každý vrátil tam, kam patří.
Následuje sekvence střihů o tom, jak každý pokračoval v dalším životě. Miráž odcestovala na Klaus IV za svým nemocným otcem. Adray zůstal na Elicooru II, aby cvičil runology a určil Clair ženicha, k její nelibosti. Peppita se vrátila k cirkusu Rossetti a chystala se na své první samostatné vystoupení. Roger se vrátil do Surferia za svými bratry a přáteli, aby nadále soutěžili o to, kdo je největší chlap. Albel dostal od svého krále za úkol prozkoumat podzemní chodby pod Airyglyphem a narazil na ducha krále Romera, který zabil celý jeho tým a chtěl zabít i jeho. Nel se vrátila z mise v Greetonu, jehož král chtěl zahájit expanzi na úkor Aquarie, ale musel se tohoto cíle vzdát kvůli nemoci. Dostala tedy za úkol vyšetřit korupci a vzpouru obchodníků z Peterny, který chtěla vykonat sama. Lasselle ji vyzval, aby úkol svěřila svým podřízeným a odpočinula si. Nel jeho návrh s nevolí přijala, avšak Elena ji vyzvala, aby užívala života, dokud je mladá, a naznačila jí, že je ve skutečnosti z vyššího světa. Sophia je na transportní lodi Hornet na cestě na Roak, aby navštívila své rodiče a Faytovu matku, kteří tam byli evakuováni ze Země, zničené Vykonavateli. Maria rozpustila Quark, neboť Pangalaktická federace přestala existovat a opustila Diplo. Lieber sebral odvahu a konečně se pokusil vyznat jí lásku. Cliff po rozpuštění Quarku začal působit jako diplomat a cestoval do soustavy Genesis, kde se mělo uskutečnit jednání o založení nové unie světů.
Co se týče Fayta, jeho další osud závisí na volbách, jaké hráč učinil během hraní.
- Pokud nemá dostatečně silný vztah s nikým, je viděn uprostřed přírody, kde se zastavuje, aby přemýšlel, jak se všem daří, a rozhodl se stáhnout do ústraní.
- Pokud má silný vztah se Sophií, doprovodí ji na Roak do přístavu Cratus č.3, kde se setkají s jejími rodiči a Rjóko Leingodovou.
- Pokud má silný vztah vůči Cliffovi, cestuje v jeho lodi spolu s ním do Sluneční soustavy a rozjímají nad tím, co se stalo s Pangalaktickou federací.
- Pokud má silný vztah s Marií, tak se jí po rozpuštění Quarku zeptal na plány do budoucna. Chce se stáhnout na místo, kde ji nikdo nezná, a kde bude žít klidný rodinný život, má dva typy. Jeden z nich je Fayt, druhý je ten, koho by si sama nevybrala, tedy Lieber.
- Pokud má silný vztah s Nel, najde ji při tréninku s Farleen a Tynave. Při rozmluvě Tynave nedopatřením zmíní Nelinu žárlivost, když viděla Fayta povídat si s Clair. Obě ženy pak zmizely, aby byli Fayt s Nel o samotě, naschvál však znovu vyprovokovaly Nelinu žárlivost.
- Pokud má silný vztah vůči Albelovi, cestují společně po Elicooru II a hledají místo, kde by se ubytovali, protože z předešlého byli vykázáni, když Albel napadl tamníého starostu. Fayt nabádal Albela, aby se koukal na vlastní chyby, než je začne hledat u jiných, avšak byli napadeni výtržníky, které na ně poslal onen starosta z předešlého města.
- Pokud má silný vztah s Peppitou, přidal se k cirkusu Rossetti a odstěhoval se na Měsíční základnu. Má o ni strach a chce jí do převleku schovat antigravitační mechanizmy, aby se nezranila, pokud se jí vystoupení nepovede. To nechce a ujišťuje ho, že každodenním tréninkem takové riziko minimalizuje, navíc chce držet diváky napjaté. Fayt se jí pak zeptá, proč si spolu musí povídat "zde" na vysoké plošině nad povrchem.
- Pokud má silný vztah vůči Rogerovi, pak sleduje, jak Roger nerozvážně sleduje další své pokusy o to pokořit Luciena v soutěži o to, kdo je opravdový chlap, tentokrát necháváním se vysušit pouštním žárem.
- Pokud má silný vztah s Miráž, doprovodí ji na Klaus IV. Miráž po Faytovi chce, pokud ji má opravdu rád, aby se jí svěřoval se svými pocity častěji. I se svými slabostmi, ne jenom se svými přednostmi.
- Pokud má silný vztah vůči Adrayovi, je na návštěvě u něj doma v Ariasu, kde se ho Adray ptá, jak si zvyká na zdejší život, zda má vztah s Nel, a na zápornou odpověď se ho zeptá, zda nemá zájem oženit se s Clair. Než stihne odpovědět, rozletí se dveře a Clair žádá otce na slovíčko do vedlejší místnosti. Zde na něj zaútočila, protože se jí plete do života. Jak Fayt poslouchal, co se vedle děje, přemítal, zda si má Clair vzít, či raději ne.

## Vývoj hry
Jedním z hlavních faktorů, jež se podepsaly na změně koncepce ze Star Ocean: The Second Story v toto dílo, Till the End of Time byla inspirace sérií Star Trek. Dalšími zdroji inspirace byly série Final Fantasy a Steet Fighter Bojový systém byl většinou ponechán oproti předešlému dílu beze změn, největší rozdílem bylo převedení na 3D grafiku místo dřívější 2D. Do bojů bylo též zahrnuto více možností strategie. Přechod z mixu 2D a 3D v minulém dílu do kompletně trojrozměrné grafiky byl velmi zdlouhavý proces a byl možný jen díky zvýšenému výkonu konzolí PlayStation 2. Producent této hry Jošiniro Jamagiši příběh koncipoval tak, aby hráčům přinesl určitá filozifická poselství, za nejdůležitější považuje důvěru. Při vývoji bylo navrženo ještě několik dalších postav a několik dalších prostředí, které se nedostaly do konečné verze hry, avšak většina návrhů vývojářů do finální verze prošla.
Mezi jednotlivými vydáními, zejména když byla vydána anglická verze, byly opraveny některé záležitosti vyváženosti a opraveny různé technické chyby, jež se vyskytly v původní japonské verzi hry, a které znemožňovaly hru hrát na některých verzích konzole PlayStation 2.

## Hudba
Hudbu k této hře složil Motoi Sakuraba, jenž s vývojářskou společností tri-Ace spolupracoval mnoho let. Soundtrack ke hře nakonec vyšel ve čtyřech různých vydání:
- Original Soundtrack Volume 1 - Obsahuje 2 CD, jež obsahují převážně měkčí a orchestrální skladby ze hry.
- Original Soundtrack Volume 2 - Obsahuje další 2 CD, jež obsahují převážně rychlejší hudbu, převážně z bitev a z nebezpečných oblastí.
- Arrange Album - Výběr skladeb ze hry, jež byly upraveny do nejrůznějších stylů.
- Voice Mix - Podobné jako Arrange Album, ale do hudby zasahují i vybrané dialogy z japonské verze hry.

Byla vydána i limitovaná edice Volume 1, jež obsahovala schránku, do níž se vejdou všechny čtyři výše uvedené soundtracky.
Motoi Sakuraba složil do edice Director's Cut několik dalších sklateb, je byly vydány na samostatné album Director's Cut OST.
U titulků na konci hry je použita píseň "Malý ptáček, který zapomněl lítat" (飛び方を忘れた小さな鳥, Tobikata Wo Wasureta Čísana Tori) od japonské popové zpěvačky Misia.

## Ohlasy
V Japonsku byla hra původně přijata poměrně negativně, zejména kvůli technickým problémům v některých částech hry a kvůli tomu, že na některých typech konzolí PlayStation 2 nešla spustit vůbec. Společnost Enix proto obvinila společnost Sony z toho, že při kódování hry pro konzoli použila vylepšené dynamické knihovny, jež nejsou zpětně kompatibilní. Společnost Sony toto obvinění odmítla, přesto se to negativně podepsalo jak na hodnocení hry, tak v prodejích. Hra však byla přijata vlídněji po vydání Director's Cut, v níž byly všechny výše uvedené nedostatky opraveny. V Severní Americe byla hra přijata dobře jak hráči, tak kritikou. Dle webu GameRankings, jež zohledňuje různorodá hodnocení hry z různých zdrojů, si Till the End of Time vysloužila průměrné hodnocení 80,99 %.
Bylo odhadnuto, že v USA se k roku 2006 prodalo celkem 630 000 kopií hry s příjmy kolem 23 milionů USD. V Japonsku se k roku 2008 prodalo 533 373 kopií hry, z toho víc než 300 tisíc během prvního týdne od vydání. V žebříčku "Top 100 PlayStation 2 Games" společnosti IGN se Till the End of Time umístilo na 58. místě.